# Michael J. Minor
Michael Jack Minor (* in Texas) ist ein US-amerikanischer Theater- und Filmschauspieler, Country-Sänger und Songwriter.

## Leben
Der gebürtige Texaner machte seine Schauspielausbildung am Neighborhood Playhouse, das er 2000 verließ. Der 1,83 cm große Minor vertiefte seine Kenntnisse am Beverly Hills Playhouse von 2003 bis 2007. Er ist seit den frühen mittleren Jahren des 21. Jahrhunderts als Schauspieler tätig. Er vergleicht sich mit seinem Charme, seinem Witz, seiner Ironie und Komik mit Clark Gable und Cary Grant, der Integrität und Präsenz eines John Wayne und der Menschlichkeit und dem schlichtweg guten Aussehen von Robert Redford.
Als Bühnendarsteller trat er in Houston im Country Playhouse, im Hale Center Theatre in Salt Lake City in Utah, im Art Center im kalifornischen Pasadena sowie am Broadway in New York City in Erscheinung. Seine erste Filmrolle erhielt Minor im Spielfilm Hamal_18 aus dem Jahr 2004. Es folgte zwei Jahre später eine Besetzung in dem Kurzfilm The Feudalists. 2007 übernahm er die Rolle des Unferth in dem Fantasyfernsehfilm Grendel. Am 11. Oktober 2007 erschien das Album Minor Confessions. Er übernahm den Gesang als auch das Songwriting. 2009 war er als Erzähler in dem Science-Fiction-Film Dreamland zu hören. 2011 mimte er in Whitman die titelgebende Rolle des Walt Whitman. 2013 war er in einer Nebenrolle im Spielfilm Under the Weeping Willow zu sehen.

## Filmografie (Auswahl)
- 2004: Hamal_18
- 2006: The Feudalists (Kurzfilm)
- 2007: Grendel (Fernsehfilm)
- 2009: Dreamland (Erzähler)
- 2011: Whitman
- 2013: Under the Weeping Willow

## Theater (Auswahl)
- Of Mice and Men, Regie: Gene Reynolds
- Enemy of the People (Trilogy Theatre)
- Celinni (The Actor's Studio)
- Of Mice and Men (Irene Lewison Theatre)
- Kiss of the Spider Woman (Irene Lewison Theatre)
- Julius Ceaser (Irene Lewison Theatre)
- Taming of the Shrew (Irene Lewison Theatre)
- A Christmas Carol (Bridge Theatre)
- Prisoner of 2nd Avenue (Art Center)
- Plaza Suite (Art Center)
- Cash on Delivery (Hale Center Theatre)
- Ten Little Indians (Country Playhouse)
- Tom Jones (Country Playhouse)

## Diskografie
- 2007: Minor Confessions, Erstveröffentlichung: 11. Oktober 2007